# Robert Michael Morris
Robert Michael Morris (Kentucky, 1940. május 6. – Downey, Kalifornia, 2017. május 30.) amerikai színész.

## Filmjei

### Mozifilmek
- Besütizve (Smiley Face) (2007)
- Lez Be Friends (2007)
- Broken Blood (2013)
- Sad Studs (2015, rövidfilm)

### Tv-filmek
- Community Service (2006)

### Tv-sorozatok
- A visszatérés (The Comeback) (2005–2014, 21 epizódban)
- Will és Grace (Will & Grace) (2006, egy epizódban)
- Az ítélet: család (Arrested Development) (2006, egy epizódban)
- Az osztály (The Class) (2006, egy epizódban)
- Így jártam anyátokkal (How I Met Your Mother) (2006–2007, három epizódban)
- Testvérek (Brothers & Sisters) (2007, egy epizódban)
- Warren the Ape (2010, egy epizódban)
- Running Wilde (2010–2011, 13 epizódban)
- Az élet csajos oldala (2 Broke Girls) (2012, egy epizódban)
- Míg az élet el nem választ (Happily Divorced) (2012, egy epizódban)
- Király páros (Pair of Kings) (2013, egy epizódban)
- A semmi közepén (The Middle) (2016, egy epizódban)
- Jobb idők (Better things) (2017, 2.évad 6.epizód)

## További információ
- Robert Michael Morris a PORT.hu-n (magyarul)
- Robert Michael Morris az Internet Movie Database-ben (angolul)
- Robert Michael Morris a Rotten Tomatoeson (angolul)